# Пані з однорогом (Рафаель)
«Пані з однорогом» (італ. Dama col liocorno) — жіночий портрет, виконаний італійським художником доби Відродження Рафаелем близько 1506 року.

## Опис
Жінка на портреті зображена сидячі в лоджії на тлі озерного пейзажу. Вона одягнена, як благородна пані, в сукню з низьким вирізом і широкими рукавами. У неї на шиї — золотий ланцюг з підвіскою із рубіна, смарагду і грушоподібної перлини. На голові — невелика діадема, майже прихована волоссям. Проте, на її пальцях немає кілець, включаючи обручку, що дивно, оскільки жіночі портрети того часу створювалися як правило з нагоди весілля.
У руках пані тримає невеликого однорога — символ цнотливості. Згідно з середньовічними легендами, приручити його могла тільки незаймана.

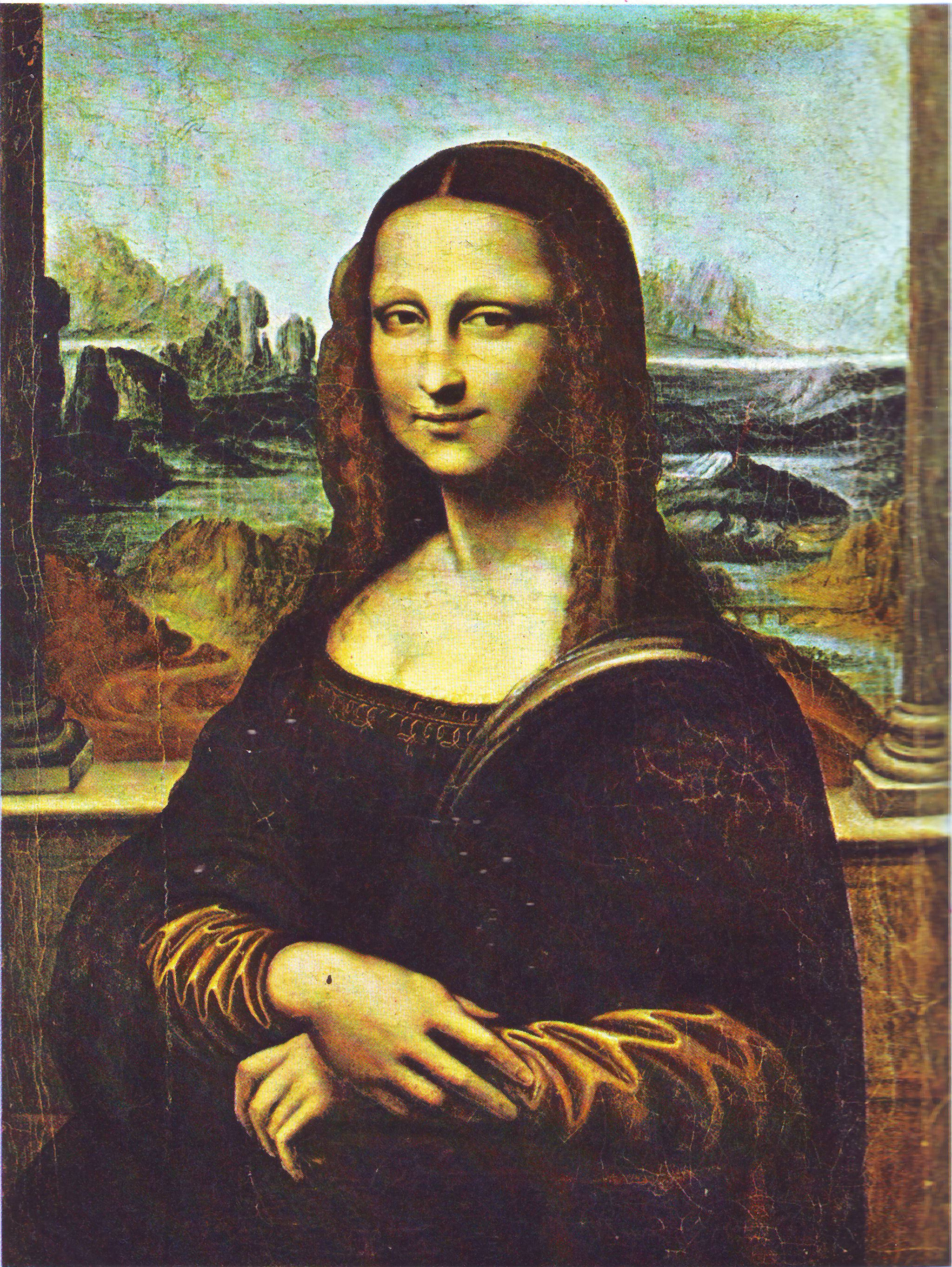
Рання копія «Мони Лізи» зі збереженими колонами.

Композиція портрета, судячи з усього, створена під впливом «Мони Лізи», написаної Леонардо да Вінчі в 1503—1506 роках. Зокрема, мова йде про колони лоджії (у сучасному вигляді в «Мони Лізи» вони обрізані), і позу моделі. Схожим чином модель зображена на картині Рафаеля «Гравіда», що датується 1505—1506 роками.
Дві головні риси цього портрету: «граціозна витонченість, якій важко протистояти, і загадковий характер цієї таємничої жінки, яка все ще продовжує уникати впізнання».

### Збереженість
Через численні переписування полотно має вельми компромісний стан і втратило багато оригінальної фарби. Найменше пошкоджені частини — обличчя і погруддя, на яких деякою мірою збереглось первісне моделювання. Золоте волосся моделі значно переписане.

## Історія

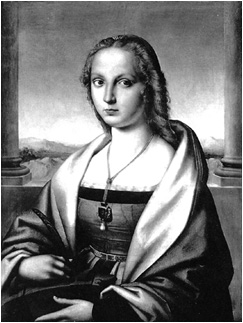
Картина до реставрації 1930-х років.

Припускають, що портрет був частиною спадку Альдобрандіні, який у 1682 році поповнив колекцію Боргезе, де зберігається до теперішнього часу. Проти цього свідчить те, що в опису згадується картина набагато меншого розміру, і хоча там фігурує одноріг, до цього моменту однорога на полотні, можливо, вже не було.
Картина декілька разів була переатрибутована. Вона вважалася портретом невідомої дами з атрибутами святої мучениці і в інвенторії Галереї Боргезе за 1760 рік згадується вперше як робота Перуджино під назвою «Свята Катерина Александрійська». В число її авторів також записували Ридольфо Гірландайо, Франческо Граначчі, Андреа дель Сарто.
У 1934—1936 роках «Святу Катерину» піддали реставрації, яка підтвердила гіпотезу історика мистецтв Роберто Лонгі про те, що вона написана Рафаелем. 

### Переписування
Згідно з дослідженнями вважається, що стадії роботи над картиною і переписування відбувалися в такій послідовності:
1. Рафаель написав фігуру до талії, небо і пейзаж. Жінка на цій стадії була набагато зрілішою, ніж тепер.
2. Потім інший художник написав колони, парапет, рукава, собаку і руки. Можливо, це зробив Джованні Сольяні, учень Лоренцо ді Креді.[2] Далі був покладений ще один шар фарби — на колони і парапет, збільшений об'єм волосся, дописані рукави і собака.
3. Кілька десятиліть потому собачка була перетворена на однорога. Тоді ж були переписані обидві руки.
4. Набагато пізніше, імовірно наприкінці XVII століття, невідома пані була перетворена на Святу Катерину шляхом додавання мантії і традиційних атрибутів святої — мученицького колеса і пальмової гілки.

### Реставрація
Під час реставрації 1934—1936 років був знятий шар фарби, ідентифікованої як пізніше додавання дослідженнями Джуліо Канталамесса в 1916 році, а саме мученицьке колесо і пальмова гілка Святої Катерини, що були написані поверх однорога, і переписані кисті рук.
Наступна реставрація 1959 року, при якій вперше в науці мистецтвознавства було застосовано просвічування рентгенівським випромінюванням, показала, що до однорога це місце займала собака, символ подружньої вірності. Однак, оскільки тут шар фарби був набагато сильніше втрачений, відновлювати собаку, прибравши однорога, не стали.

## Модель
Для кого була написана картина, і хто послужив її моделлю, не з'ясовано.
Існує припущення, що моделлю була Джулія Фарнезе, коханка папи Олександра VI, оскільки одноріг був родовою емблемою її прізвища. Ортолані вказує на малюнок в Луврі, який ймовірно є підготовчим до портрета, і пропонує ідентифікувати модель як Маддалену Доні, предмет іншого портрета пензля Рафаеля. Ця ідентифікація зараз відкидається. Цікаво, втім, що прикраса на шиї Маддалени Доні має зображення однорога.
Собачка дає змогу припустити, що спочатку це був передвесільний портрет якої-небудь молодої флорентійки.

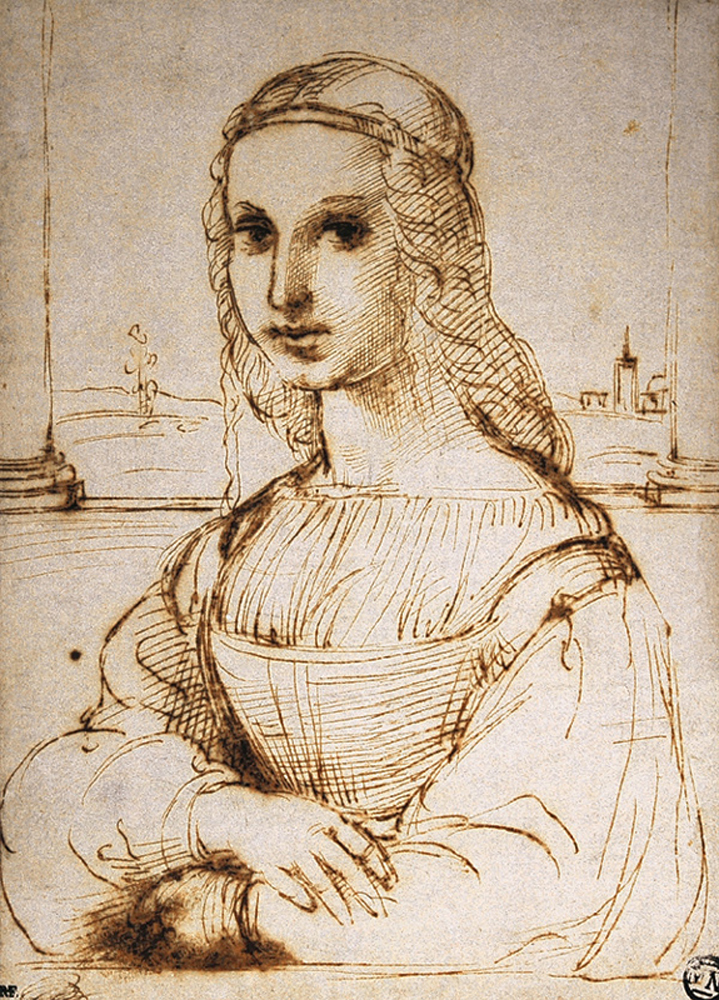
Імовірний етюд до портрету, Лувр
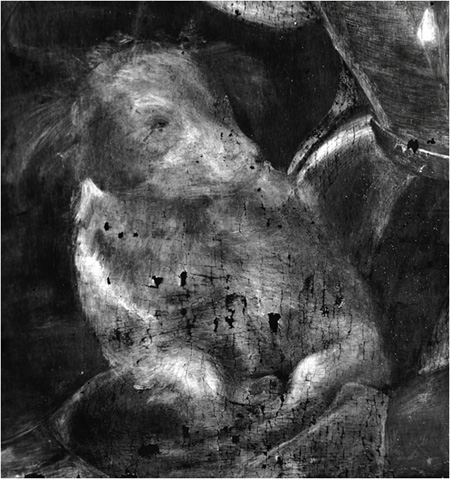
Рентгенівський знімок собачки.